# Cree (Ierland)
Cree of Creegh (Iers: An Chríoch) is een plaats in het Ierse graafschap Clare. De plaats telde in 2006 457 inwoners. Het dorp maakt deel uit van de Cree/Cooraclare parochie en het Bisdom Killaloe.
Het dorp ligt bij de brug over de Creegh, alwaar ook een bekende heilige bron ligt.
Dorpen in de omgeving zijn: Cooraclare, Doonbeg, Mullagh, Quilty, Kilmihil, Kilkee & Miltown Malbay.
Belangrijke punten in Cree zijn de katholieke kerk, twee pubs, de lagere school, het dorpshuis en de (kleine) supermarkt.

## Geschiedenis
In de 15e en 16e eeuw was county Clare onderverdeeld in baronieën. Cree is afgeleid van het Ierse woord Críoch, dat "einde" betekent. Cree was dan ook gelegen aan de grens tussen twee baronieën.